# Iridopsis commixtata
Iridopsis commixtata är en fjärilsart som beskrevs av Paul Dognin 1904. Iridopsis commixtata ingår i släktet Iridopsis och familjen mätare. Inga underarter finns listade i Catalogue of Life.